# M. Gatsonides

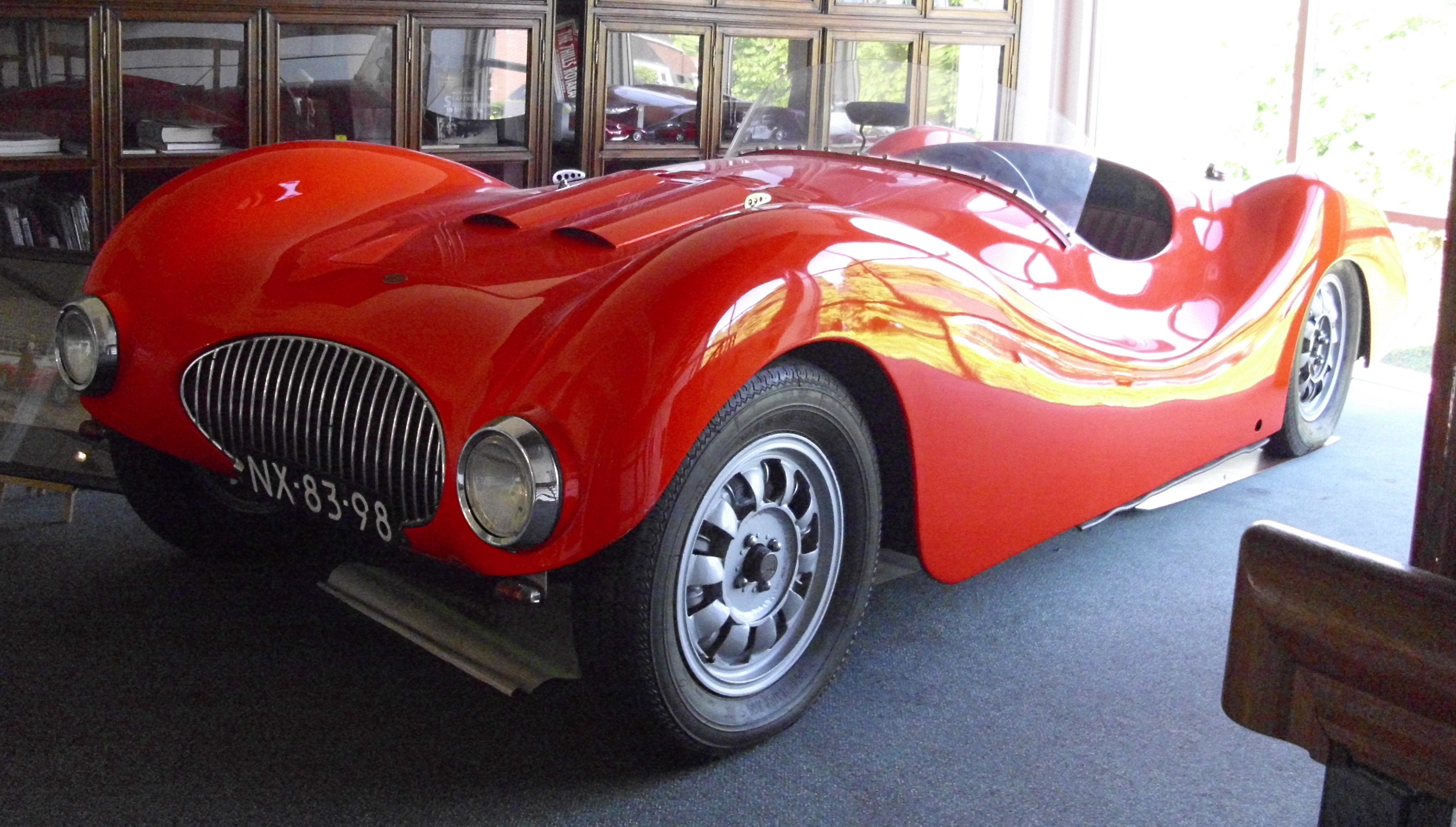
Gatso 1500 von 1949

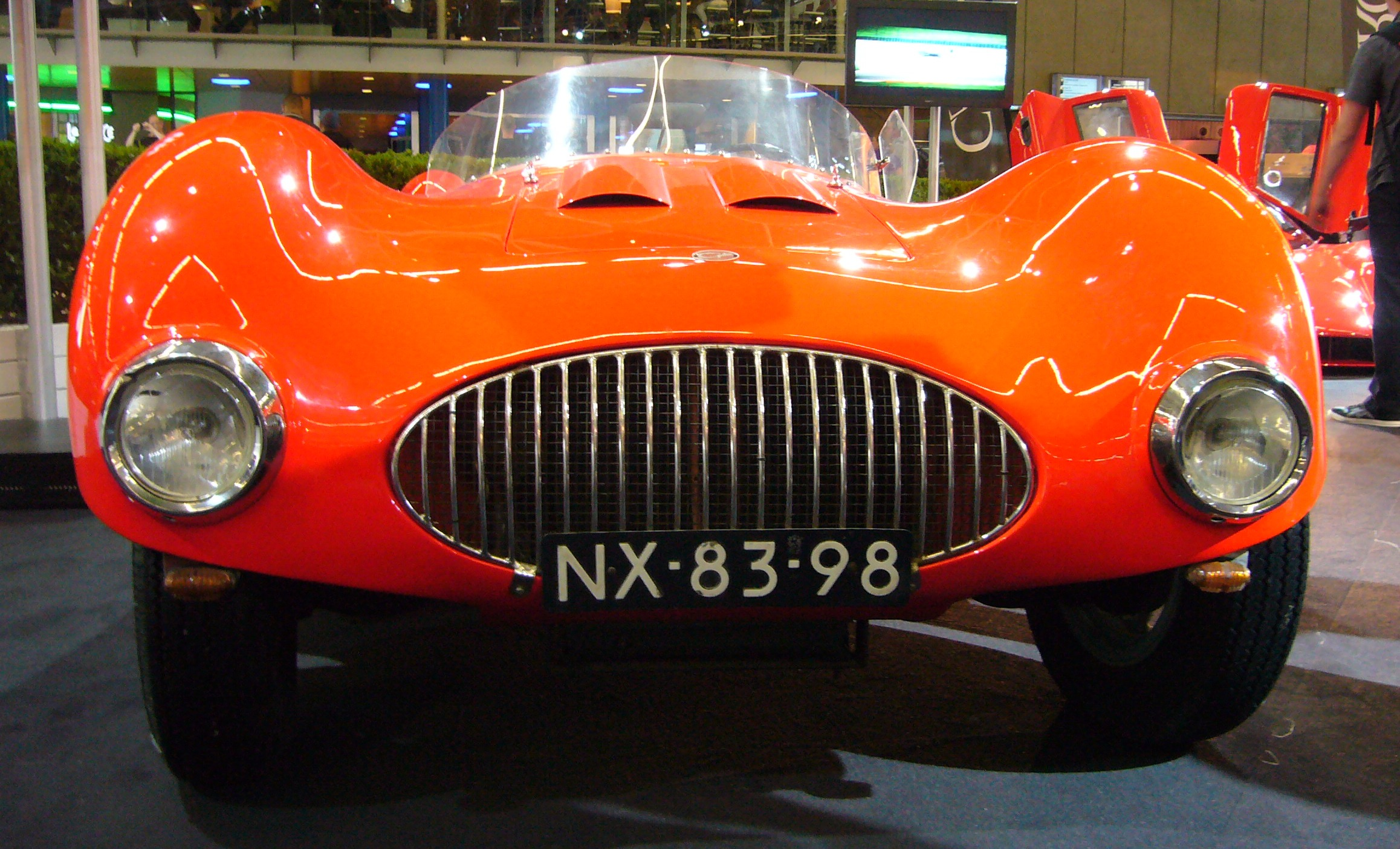
Frontansicht

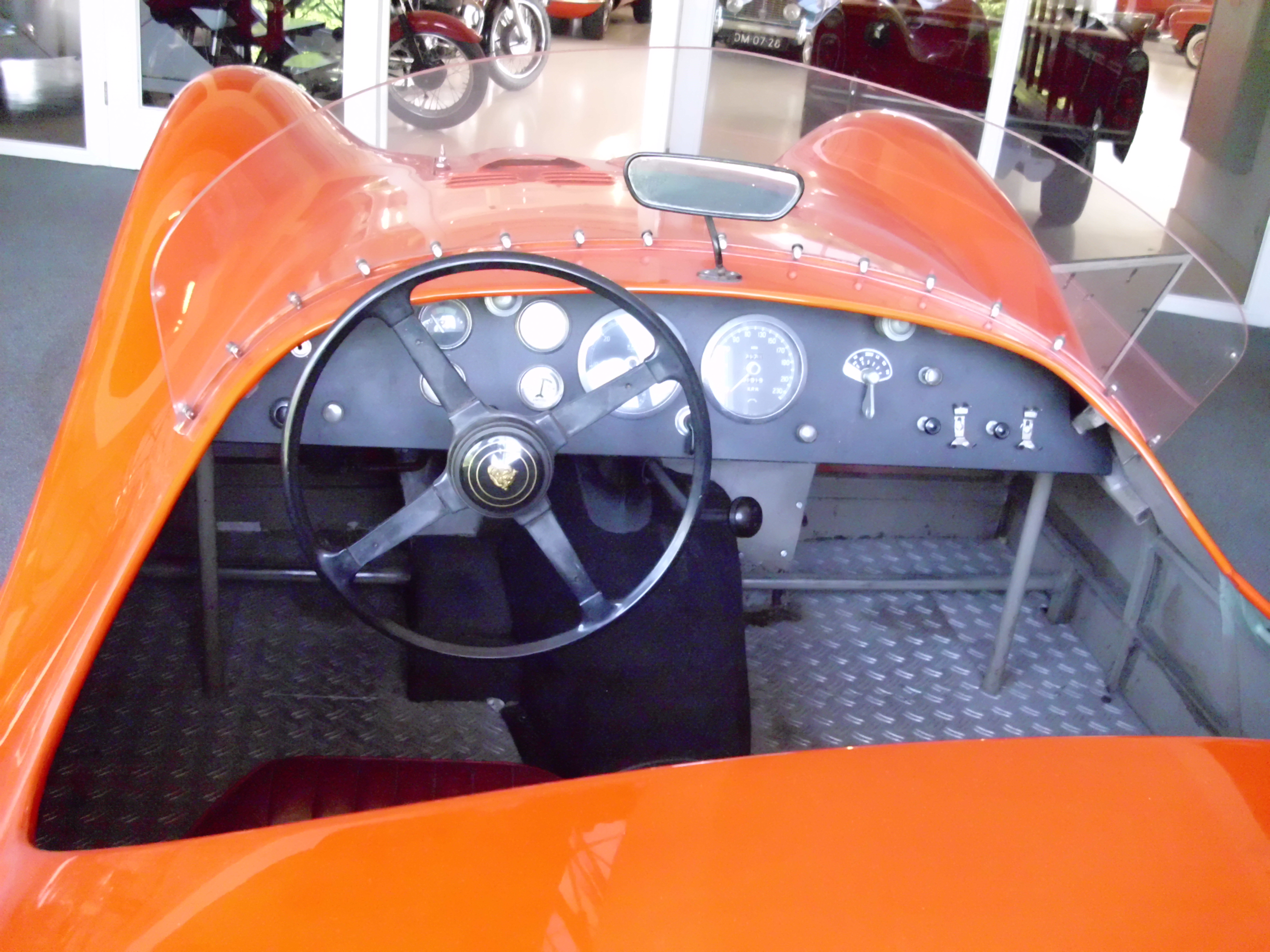
Interieur

M. Gatsonides war ein niederländischer Hersteller von Automobilen.

## Unternehmensgeschichte
Das Unternehmen aus Heemstede stand unter der Leitung des Rennfahrers Maurice Gatsonides, der 1938 oder 1939 sein erstes Fahrzeug namens Kwik herstellte. 1948 begann die Serienproduktion von Automobilen, die 1950 endete. Insgesamt entstanden 10 bis 13 Exemplare. Der Markenname der Nachkriegsfahrzeuge lautete zunächst Gatford, nach Einspruch von Ford Gatso.

## Fahrzeuge

### Kwik
Dieses Fahrzeug blieb ein Einzelstück. Gatsonides verwendete Teile von Ford sowie den Motor eines Mercury. Der V8-Motor verfügte über 3917 cm³ Hubraum und 110 PS. Das Fahrzeug wurde auch bei Autorennen eingesetzt und ist erhalten geblieben.

### Gatford 4000 / Gatso 4000
M. Gatsonides stellte dieses Modell als Gatford 4000 auf dem Genfer Auto-Salon 1948 vor, die Serienproduktion lief dann als Gatso 4000. Das Fahrgestell kam von Matford, der Motor wiederum von Mercury, hier allerdings auf 120 PS Leistung gebracht. Daneben stand ein Motor mit OHV-Ventilsteuerung und 175 PS zur Verfügung, mit dem eine Höchstgeschwindigkeit von 180 km/h erreicht werden konnte. Der Katalog umfasste die Modelle Sports Roadster, Aero-Coupé, 4-seater Touring und Cabriolet. Eine Besonderheit stellte ein dritter Scheinwerfer dar, der oberhalb des Kühlergrills montiert war. Hiervon entstanden acht oder elf Fahrzeuge.

### Gatso 1500
Dieses Modell entstand 1949 auf Basis des Fiat 1500, wurde auch Gatso Platje genannt, blieb ein Einzelstück und existiert noch heute.